# Secretos del corazón
Secretos del corazón is een Spaanse film uit 1997, geregisseerd door Montxo Armendáriz.

## Verhaal
Tijdens de vakantie gaan Javi en zijn broer Juan naar een stad in de bergen. Daar voelt Javi zich aangetrokken tot een geheim dat verborgen is in een kamer in het huis, die altijd gesloten blijft: de kamer waar zijn vader dood werd aangetroffen. Juan vertelt hem dat je in die kamer de stem van hun vader kunt horen. Geïntrigeerd door die raadselachtige wereld, gaat Javi op onderzoek en ontdekt hij de wereld van volwassenen en hun leugens.

## Rolverdeling
| Acteur        | Personage |
| ------------- | --------- |
| Carmelo Gómez | Tío       |
| Charo López   | María     |
| Silvia Munt   | Madre     |
| Vicky Peña    | Rosa      |
| Andoni Erburu | Javi      |
| Álvaro Nagore | Juan      |
| Íñigo Garcés  | Carlos    |
| Joan Vallés   | Abuelo    |
| Joan Dalmau   | Benito    |
| Chete Lera    | Ricardo   |

## Ontvangst

### Prijzen en nominaties
De film won 19 prijzen en werd voor 9 andere genomineerd. Een selectie:
| Jaar | Evenement                    | Categorie                 | Genomineerde                                      | Resultaat   |
| ---- | ---------------------------- | ------------------------- | ------------------------------------------------- | ----------- |
| 1998 | Premios Goya (12de editie)   | Beste film                | Secretos del corazón                              | Genomineerd |
| 1998 | Premios Goya (12de editie)   | Beste regisseur           | Montxo Armendáriz                                 | Genomineerd |
| 1998 | Premios Goya (12de editie)   | Beste vrouwelijke bijrol  | Charo López                                       | Gewonnen    |
| 1998 | Premios Goya (12de editie)   | Beste vrouwelijke bijrol  | Vicky Peña                                        | Genomineerd |
| 1998 | Premios Goya (12de editie)   | Beste nieuwe acteur       | Andoni Erburu                                     | Gewonnen    |
| 1998 | Premios Goya (12de editie)   | Beste origineel scenario  | Montxo Armendáriz                                 | Genomineerd |
| 1998 | Premios Goya (12de editie)   | Beste montage             | Rosario Sáinz de Rozas                            | Genomineerd |
| 1998 | Premios Goya (12de editie)   | Beste artdirector         | Félix Murcia                                      | Gewonnen    |
| 1998 | Premios Goya (12de editie)   | Beste geluid              | Gilles Ortion, Alfonso Pino, Bela María da Costa, | Gewonnen    |
| 1998 | Academy Award (70ste editie) | Beste internationale film | Secretos del corazón                              | Genomineerd |